# Laura Kamdop
Laura Kamdop est une joueuse de handball française née le 14 septembre 1990 à Chartres, évoluant au poste de pivot.

## Biographie
À 19 ans, Laura Kamdop signe son premier contrat professionnel avec le club de Fleury.
Au printemps 2014, elle est appelée pour la première fois en équipe de France,. Elle connait sa première sélection en équipe de France senior en juin 2014, contre la Finlande, lors des qualifications pour le championnat d'Europe 2014,. 
À 25 ans, après de nombreux titres à Fleury où elle a jusqu'alors fait toute sa carrière professionnelle, elle s'engage pour la saison 2016-2017 avec le club slovène du RK Krim.
Après une saison en Slovénie, elle revient à Fleury.

## Palmarès
compétitions internationales
- finaliste de la coupe d'Europe des vainqueurs de coupe en 2015 (avec Fleury Loiret)

compétitions nationales
- championne de Slovénie en 2017 (avec RK Krim)
- championne de France en 2015 (avec Fleury Loiret)
- vainqueur de la coupe de Slovénie en 2017 (avec RK Krim)
- vainqueur de la coupe de France en 2014 (avec Fleury Loiret)
- vainqueur de la coupe de la Ligue en 2015 et 2016 (avec Fleury Loiret)